# إبراهيم بن يوسف بن تاشفين
إبراهيم بن يوسف بن تاشفين اللمتوني الصنهاجي عرف باسم إبراهيم بن طايست (؟ - 1134 م) كان والي إشبيلية وقائد في الدولة المرابطية، من أبناء يوسف بن تاشفين وامرأة سوداء، وشقيق علي بن يوسف، أمير المرابطين.

## حياته
مثل غيره من أمراء البربر المرابطين، تلقى تعليمًا عسكريًا ودينيًا ليصبح والياً. عهد إليه شقيقه الأمير علي بن يوسف، الذي لم يول أهمية كبيرة لهجمات ألفونسو ملك أرغون في بادئ الأمر حتى سقوط سرقسطة، لإعداد حملة عسكرية في شتاء ما بين 1119م و 1120م لاستعادة الأراضي الإسلامية المفقودة في وادي إبرة. في ربيع عام 1120، استعاد إبراهيم مدينة قورية، التي غزاها ألفونس السادس ملك قشتالة في عام 1079، وبناءً على طلب شقيقه، غادر مع وحدات جند من غرناطة بقيادة أبو محمد بن تنجمار اللمتوني، من مرسية مع أبو يعقوب ينتان بن علي، من لاردة مع ابن زرادة وإمارة مولينة مع عزون بن غلبون، اصطدمت هذه الجيوش بقيادة إبراهيم ابن يوسف مع جيوش مملكة أرغون الصليبية في معركة كتندة، ادت إلى انهزام قوات المرابطين.

## وفاته
بقي إبراهيم والياً لإشبيلية حتى عام 1122م، حين تسلم قيادة جيوش المرابطين في الأطلس الكبير لمحاربة الموحدين، الذين بدؤوا في الثورة في 1121م، وتوفي في قتال ضدهم في تيزي-عناتات في 1134م.